# 오스카르 피셔
오스카르 피셔(독일어: Oskar Fischer, 1923년 3월 19일 ~ 2020년 4월 2일)는 동독의 정치인으로 5대 외무장관(1975~90)을 지냈다.

## 초기 생애
체코슬로바키아의 아시에서 태어났다.  그는 독일 육군에 입대하여 군인으로서 제2차 세계 대전에서 싸웠다.  1944년 그는 소련군에 의하여 체포되어 2년간 구금되었다.

## 경력
자신의 석방에 이어 피셔는 동독에서 공산당 청년 조직 자유독일청년단에 가입하였고 모스크바에서 사회학을 전공하였다.  1955년과 1959년 사이에 그는 불가리아 주재 동독 대사를 지냈다.  그는 1965년부터 1975년 사이에 외무부의 부장관이었다.  1971년 그는 독일 사회주의통일당의 중앙 위원회의 일원으로 임명되었다.  1975년 3월 3일 그는 외무장관으로 임명되어 건강이 좋치 않아 직무로부터 제거된 오토 빈처를 대체하였다.
1978년 피셔는 바티칸에서 교황 요한 바오로 2세를 방문하는 데 동독 내각의 첫 일원이었다.  1980년 9월 그는 동베를린에서 팔레스타인 해방기구와 협동 조약을 맺었다.  피셔는 또한 오스트리아, 덴마크와 네덜란드를 포함한 다수의 유럽의 국가들을 공식 방문하기도 했다.  피셔의 재직 기간은 1990년 4월 12일까지 지속되었고 그는 마르쿠스 메켈에 의하여 계승되었다.

## 이후의 세월과 사망
공산주의의 몰락에 이어 피셔는 1990년부터 사생활을 이끌었고 전체의 인터뷰 요청들을 거절하였다.  2000년 피셔는 잠시 가비 치머에게 몇몇의 비공식 고문들 중의 하나로 지냈다.  2007년 그는 동독의 외교 정책에 관한 책을 발행하였다. 
2020년 4월 2일 베를린에서 97세의 나이로 사망하였다. 